# Robot nr 5
Robot nr 5, originaltitel: The Fifth Missile, är en italiensk-amerikansk film från 1986 baserad på romanen The Gold Crew av Frank M. Robinson samt Thomas N. Scortia och regisserad av Larry Peerce.

## Handling
Filmen utspelar sig väsentligen ombord på en amerikansk kärnvapenbestyckad ubåt. Ubåtens innanmäte har nyligen renoverats och målats om, och den färg som använts vid ommålningen innehåller en kemikalie som avdunstar och i den bristande ventilationen får nästan hela besättningen att bli paranoid, vilket får dem att tro att de inte är ute på en övning utan i kärnvapenkrig mot Ryssland.

## Om filmen
Filmen är inspelad i studio i Cinecittà samt på Malta. Den hade världspremiär i USA den 25 februari 1986.

## Rollista
- Robert Conrad – kommendörkapten Mark Van Meer
- Sam Waterston – kapten Allard Renslow
- Richard Roundtree – kommendörkapten Frederick Bryce
- Jonathan Banks – Ray Olson
- Art LaFleur – "Animal" Meslinsky
- Dennis Holahan – Warden
- Sergio Fantoni – Pietro
- Yvette Mimieux – Cheryl Leary
- David Soul – kapten Kevin Harris
- Ed Bishop – admiral Stewart Cullinane
- Michael Aronin – Ernie Gradow
- William Berger – doktor Strickland

### Webbkällor
- Robot nr 5 på Internet Movie Database (engelska)
- Robot nr 5 på Svensk Filmdatabas